# Тајгард (Орегон)
Тајгард (енгл. Tigard) град је у америчкој савезној држави Орегон.

## Демографија
По попису из 2010. године број становника је 48.035, што је 6.812 (16,5%) становника више него 2000. године.
| Група             | 2000.          | 2010.          |
| Белци             | 33.317 (80,8%) | 35.460 (73,8%) |
| Афроамериканци    | 468 (1,1%)     | 845 (1,8%)     |
| Азијати           | 2.298 (5,6%)   | 3.456 (7,2%)   |
| Хиспаноамериканци | 3.686 (8,9%)   | 6.106 (12,7%)  |
| Укупно            | 41.223         | 48.035         |